# Johann Schlachter
Johann Herman Christian Schlachter, född 23 augusti 1834 i Hamburg, död 13 februari 1899 i Stockholm, var en tysk-svensk litograf.
Han var gift med Anna Helena Jonasson och bror till litograferna Heinrich och  Wilhelm Schlachter. Han anställdes av sin bror vid Schlachter och Seedorff litografiska institut och när företaget gick upp i Centraltryckeriet 1873 anställde han där som förman. När brodern lämnade företaget 1878 utsågs han till föreståndare för Centraltryckeriets litografiavdelning.     